# Vanzijlia
Vanzijlia é um género botânico pertencente à família Aizoaceae.